# Таксономический список попугаевых
Таксономический список семейства попугаевых.

### РодАмазоныAmazona
- Праздничный амазон (Amazona festiva)
- Винногрудый амазон (Amazona vinecea)
- Тукуманский амазон (Amazona tucumana)
- Роскошный амазон (Amazona pretrei)
- Ямайский черноклювый амазон (Amazona agilis)
- Белолобый амазон (Amazona albifrons)
- Ямайский желтоклювый амазон (Amazona collaria)
- Кубинский амазон (Amazona leucocephala)
- Черноухий амазон (Amazona ventralis)
- Пуэрто-риканский амазон (Amazona vittata)
- Синешапочный амазон (Amazona finschi)
- Краснолобый амазон (Amazona autumnalis)
- Amazona diadema
- Зеленощёкий амазон (Amazona viridigenalis)
- Желтоуздечный амазон (Amazona xantholora)
- Синещёкий амазон (Amazona dufresniana)
- Amazona rhodocorytha
- Краснозобый амазон (Amazona arausiaca)
- Синелицый амазон (Amazona versicolor)
- Желтоголовый амазон (Amazona oratrix)
- Желтошейный амазон (Amazona auropalliata)
- Суринамский амазон (Amazona ochracephala)
- Желтоплечий амазон (Amazona barbadensis)
- Синелобый амазон (Amazona aestiva)
- Солдатский амазон (Amazona mercenaria)
- Амазон Мюллера (Amazona farinosa)
- Amazona kawalli
- Императорский амазон (Amazona imperialis)
- Краснохвостый амазон (Amazona brasiliensis)
- Венесуэльский амазон (Amazona amazonica)
- Королевский амазон (Amazona guildingii)

### РодАндские высокогорные попугаиLeptosittaca
- Андский высокогорный попугай Leptosittaca branickii

### РодАраAra
- Сине-жёлтый ара Ara ararauna (Linnaeus, 1758)
- Синегорлый ара Ara glaucogularis Dabbene, 1921
- Каштановолобый ара Ara severus (Linnaeus, 1758)
- Красноухий ара Ara rubrogenys Lafresnaye, 1847
- † Кубинский ара Ara tricolor Bechstein, 1811
- Малый солдатский ара Ara militaris (Linnaeus, 1766)
- Солдатский ара Ara ambiguus (Bechstein, 1811)
- Красный ара Ara macao (Linnaeus, 1758)
- Зеленокрылый ара Ara chloropterus G. R. Gray, 1859

### РодАра гиацинтовыеAnodorhynchus
- Ара гиацинтовый Anodorhynchus hyacinthinus
- Ара гиацинтовый малый Anodorhynchus leari
- Ара гиацинтовый серо-голубой Anodorhynchus glaucus
- Ара с Малых Антильских о-вов Anodorhynchus purpurascens — включают в род ара Ara

### РодАратингиAratinga
- Буроголовая аратинга Aratinga weddellii (Deville, 1851)
- Aratinga nenday (Vieillot, 1823)
- Солнечная аратинга Aratinga solstitialis (Linnaeus, 1758)
- Aratinga maculata (Müller, PLS, 1776)
- Ендайя Aratinga jandaya (Gmelin, 1788)
- Златошапочная аратинга Aratinga auricapillus (Kuhl, 1820)

### РодБарнардовы попугаиBarnardius
Ранее включали в род розеллы Platycercus
- Барнардов попугай Barnardius zonarius

### РодБелобрюхие попугаиPionites
- Белобрюхий попугай рыжеголовый Pionites leucogaster
- Белобрюхий попугай черноголовый Pionites melanocephala

### РодБлагородные попугаиEclectus
Ранее: Двухцветные попугаи Lorius
- Благородный попугай зелёно-красный Eclectus roratus — ранее: Двухцветный попугай Lorius roratus
- † Eclectus infectus[англ.]

### РодБлестящие попугаиProsopeia
- Блестящий попугай красный[англ.] Prosopeia tabuensis
- Блестящий попугай малиновый Prosopeia splendens
- Блестящий попугай масковый Prosopeia personata

### РодБольшеклювые попугаиTanygnathus
- Большеклювый попугай Мюллеров Tanygnathus sumatranus
- Большеклювый попугай синешапочный[англ.] Tanygnathus lucionensis
- Большеклювый попугай чернолобый[англ.] Tanygnathus gramineus
- Большеклювый попугай черноплечий Tanygnathus megalorynchos

### РодВеерные попугаиDeroptyus
- Веерный попугай Deroptyus accipitrinus

### РодВисячие попугайчикиLoriculus
- Висячий попугайчик весенний Loriculus vernalis
- Висячий попугайчик желтогорлый Loriculus pusillus
- Loriculus tener
- Висячий попугайчик золотолобый Loriculus aurantiifrons
- Висячий попугайчик молуккский Loriculus amabilis
  - Loriculus (amabilis) sclateri — иногда рассматривается как самостоятельный вид
- Loriculus camiguinensis
- Loriculus catamene
- Серендак Loriculus galgulus
- Висячий попугайчик сулавесский зелёный Loriculus exilis
- Висячий попугайчик сулавесский красношапочный Loriculus stigmatus
- Висячий попугайчик филиппинский Loriculus philippensis
- Висячий попугайчик флоресский Loriculus flosculus
- Висячий попугайчик цейлонский Loriculus beryllinus

### РодВолнистые попугайчикиMelopsittacus
- Волнистый попугайчик Melopsittacus undulatus

### РодВоробьиные попугайчикиForpus
- Воробьиный попугайчик желтолицый Forpus xanthops
- Воробьиный попугайчик Forpus passerinus
- Воробьиный попугайчик мексиканский Forpus cyanopygius
- Воробьиный попугайчик мирный Forpus coelestis
- Воробьиный попугайчик очковый Forpus conspicillatus
- Воробьиный попугайчик синекрылый Forpus xanthopterygius
- Воробьиный попугайчик темноклювый Forpus sclateri
- Forpus spengeli
- Forpus crassirostris

### РодГолубые араCyanopsitta
- Ара голубой Cyanopsitta spixii

### РодГрифовые попугаиGypopsitta
- Грифовый попугай Gypopsitta vulturina

### РодИзумрудные попугаиEnicognathus
- Изумрудный попугай Enicognathus ferrugineus
- Чорой Enicognathus leptorhynchus

### РодДлиннокрылые попугаиPoicephalus
- Ниамниамский длиннокрылый попугай Poicephalus crassus
- Буроголовый длиннокрылый попугай Poicephalus cryptoxanthus
- Желтолицый длиннокрылый попугай Poicephalus flavifrons
- Poicephalus fuscicollis
- Конголезский длиннокрылый попугай Poicephalus gulielmi
- Мейеров длиннокрылый попугай Poicephalus meyeri
- Капский длиннокрылый попугай Poicephalus robustus
- Длиннокрылый попугай Рюппеля Poicephalus rueppellii
- Красногрудый длиннокрылый попугай Poicephalus rufiventris
- Сенегальский длиннокрылый попугай Poicephalus senegalus

### РодЖелтобрюхие попугаиSalvaroria
- Амазон желтолицый Salvatoria xanthops — включают в род амазоны Amazona

### РодЖелтоухие попугаиOgnorhynchus
- Аратинга желтоухий Ognorhynchus icterotis — включают в род аратинги Aratinga

### РодЗелёные воробьиные попугайчики[англ.]Nannopsittaca
- Зелёный воробьиный попугайчик[англ.] Nannopsittaca panychlora
- Зелёный воробьиный попугайчик амазонский[англ.] Nannopsittaca dachilleae

### РодЗемляные попугаиPezoporus
- Земляной попугай Pezoporus wallicus

### РодКакарикиCyanoramphus
- Прыгающий попугай антиподский Cyanoramphus unicolor
- Прыгающий попугай желтолобый Cyanoramphus auriceps
  - Попугай желтоголовый Форбеса[англ.] Cyanoramphus (auriceps) forbesi — иногда рассматривается как самостоятельный вид
- † Прыгающий попугай коричневоголовый[англ.] Cyanoramphus ulietanus
- Прыгающий попугай краснолобый Cyanoramphus novaezelandiae
- Прыгающий попугай новозеландский горный Cyanoramphus malherbi
- Прыгающий попугай норфолкский[англ.] Cyanoramphus cookii
- † Прыгающий попугай таитянский Cyanoramphus zealandicus
- † Cyanoramphus erythrotis
- Cyanoramphus hochstetteri[англ.]

### РодКапюшоновые попугаиPurpureicephalus
- Красношапочный попугай Purpureicephalus spurius

### РодКарликовые амазоны[англ.]Hapalopsittaca
- Карликовый амазон андский[англ.] Hapalopsittaca fuertesi
- Карликовый амазон коричневоухий[англ.] Hapalopsittaca melanotis
- Карликовый амазон краснолицый[англ.] Hapalopsittaca pyrrhops
- Карликовый амазон рыжелицый[англ.] Hapalopsittaca amazonina

### РодКарликовые араDiopsittaca
- Ара синелобый малый Diopsittaca nobilis — включают в род ара Ara

### РодКарликовые попугаиPsittaculirostris
- Карликовый попугай клинохвостый Psittaculirostris desmarestii
- Карликовый попугай Эдвардса Psittaculirostris edwardsii
- Карликовый попугай Сальвадори Psittaculirostris salvadorii

### РодКаролинские попугаиConuropsis
- † Каролинский попугай Conuropsis carolinensis

### РодКоролевские попугаиAlisterus
- Королевский попугай австралийский Alisterus scapularis
- Королевский попугай амбоинский Alisterus amboinensis
- Королевский попугай желтоплечий Alisterus chloropterus

### РодКороткохвостые попугаиGraydidascalus
- Короткохвостый попугай[англ.] Graydidascalus brachyurus

### РодКраснобрюхие араOrthopsittaca
- Ара краснобрюхий Orthopsittaca manilata — часто включают в род ара Ara

### РодКрасногузые попугаиPionus
- Красногузый попугай белоголовый Pionus senilis
- Красногузый попугай бронзовокрылый Pionus chalcopterus
- Красногузый попугай красноклювый Pionus sordidus
- Красногузый попугай Максимилиана Pionus maximiliani
- Красногузый попугай сливоголовый[англ.] Pionus tumultuosus
- Pionus seniloides
- Красногузый попугай тёмный Pionus fuscus
- Пионус синеголовый Pionus menstruus

### РодКраснокрылые попугаиAprosmictus
- Краснокрылый попугай Aprosmictus erythropterus
- Краснокрылый попугай тиморский Aprosmictus jonquillaceus

### РодКрасноплечие попугаиPsittinus
- Красноплечий попугай Psittinus cyanurus

### РодКровавобрюхие краснохвостые попугаиNorthiella
Часто включают в род певчие попугаи Psephotus
- Кровавобрюхий краснохвостый попугай[англ.] Northiella haematogaster

### РодЛасточковые попугаиLathamus
- Лори ласточковый Lathamus discolor

### РодЛенточные попугаи[англ.]Psittacella
- Ленточный попугай большой[англ.] Psittacella brehmii
- Ленточный попугай буроголовый[англ.] Psittacella picta
- Ленточный попугай малый[англ.] Psittacella modesta
- Ленточный попугай чешуйчатоголовый[англ.] Psittacella madaraszi

### РодМаскаренские попугаиMascarinus
- † Маскаренский попугай Mascarinus mascarinus

### РодНандайиNandayus
- Нандайя Nandayus nenday

### РодНеразлучникиAgapornis
- Неразлучник зеленокрылый Agapornis swinderniana
- Неразлучник клубничноголовый Agapornis lilianae
- Неразлучник масковый Agapornis personata
- Неразлучник оранжевоголовый Agapornis pullarius
- Неразлучник розовощёкий Agapornis roseicollis
- Неразлучник сероголовый Agapornis canus
- Неразлучник Фишера Agapornis fischeri
- Неразлучник чернокрылый Agapornis taranta
- Неразлучник чернощёкий Agapornis nigrigenis

### РодНочные попугаиGeopsittacus
- Ночной попугай Geopsittacus occidentalis — часто включают в род земляные попугаи Pezoporus

### РодОжереловые попугаиPsittacula
- Ожереловый попугай Александров Psittacula eupatria
- Ожереловый гималайский попугай Psittacula himalayana
- Ожереловый изумрудный попугай Psittacula calthropae
- Ожереловый китайский попугай Psittacula derbiana
- Ожереловый попугай Крамера Psittacula krameri
- Ожереловый красноголовый попугай Psittacula roseata
- Ожереловый маврикийский попугай Psittacula echo
- Ожереловый малабарский попугай Psittacula columboides
- Ожереловый никобарский попугай Psittacula caniceps
- Ожереловый нитехвостый попугай Psittacula longicauda
- † Ожереловый попугай Ньютона Psittacula exsul
- Ожереловый розовогрудый попугай Psittacula alexandri
- † Ожереловый сейшельский попугай Psittacula wardi
- Ожереловый попугай сероголовый Psittacula finschii
- Ожереловый попугай сливоголовый Psittacula cyanocephala

### РодПатагонские попугаиCyanoliseus
- Патагонский попугай Cyanoliseus patagonus

### РодПевчие попугаиPsephotus
- Певчий златоплечий попугай Psephotus chrysoptergius
- Певчий попугай капюшонный Psephotus dissimilis
- Певчий красноспинный попугай Psephotus haematonotus
- Певчий разноцветный попугай Psephotus varius
- † Певчий райский попугай Psephotus pulcherrimus
- Певчий синелицый попугай Psephotus dissimilis

### РодПестрохвостые попугаиTouit
- Пестрохвостый попугай буроплечий Touit stictoptera
- Пестрохвостый попугай бурошапочный Touit purpurata
- Пестрохвостый попугай желтохвостый[англ.] Touit surda
- Пестрохвостый попугай краснолобый[англ.] Touit costaricensis
- Пестрохвостый попугай семицветный Touit batavica
- Пестрохвостый попугай синелобый[англ.] Touit dilectissima
- Пестрохвостый попугай чернолобый[англ.] Touit huetii
- Пестрохвостый попугай черноспинный Touit melanonotus

### РодКраснохвостые попугаиPyrrhura
- Pyrrhura cruentata (Wied-Neuwied, 1820) — Синезобый краснохвостый попугай
- Pyrrhura devillei (Massena & Souance, 1854) — Боливийский краснохвостый попугай
- Pyrrhura frontalis (Vieillot, 1818) — Буроухий краснохвостый попугай
- Pyrrhura lepida  (Wagler, 1832)
- Pyrrhura perlata (Spix, 1824) — Жемчужный краснохвостый попугай
- Pyrrhura molinae (Massena & Souance, 1854) — Зеленощёкий краснохвостый попугай
- Pyrrhura pfrimeri Ribeiro, 1920
- Pyrrhura griseipectus Salvadori, 1900
- Pyrrhura leucotis (Kuhl, 1820) — Белоухий краснохвостый попугай
- Pyrrhura picta (Statius Muller, 1776) — Синелобый краснохвостый попугай
- Pyrrhura emma Salvadori, 1891
- Pyrrhura amazonum Hellmayr, 1906
- Pyrrhura lucianii (Deville, 1851)
- Pyrrhura roseifrons (Gray, GR, 1859)
- Pyrrhura viridicata Todd, 1913 — Колумбийский краснохвостый попугай
- Pyrrhura egregia (P. L. Sclater, 1881) — Красноплечий краснохвостый попугай
- Pyrrhura melanura (Spix, 1824) — Чернохвостый попугай
- Pyrrhura orcesi Ridgely & Robbins, 1988
- Pyrrhura albipectus Chapman, 1914 — Белогрудый краснохвостый попугай
- Pyrrhura rupicola (Tschudi, 1844) — Скалистый краснохвостый попугай
- Pyrrhura calliptera (Massena & Souance, 1854) — Роскошный краснохвостый попугай
- Pyrrhura hoematotis Souance, 1857 — Красноухий краснохвостый попугай
- Pyrrhura rhodocephala (Sclater & Salvin, 1871) — Красноголовый краснохвостый попугай
- Pyrrhura hoffmanni (Cabanis, 1861) — Желтокрылый краснохвостый попугай

### РодПопугаи-ваза[англ.]Coracopsis
- Попугай-ваза большой[англ.] Coracopsis vasa
- Попугай-ваза малый Coracopsis nigra

### РодПопугаи Жоффруа[англ.]Geoffroyus
- Попугай Жоффруа желтоголовый[англ.] Geoffroyus heteroclitus
- Попугай Жоффруа краснощёкий[англ.] Geoffroyus geoffroyi
- Попугай Жоффруа синешейный[англ.]Geoffroyus simplex

### РодПопугаи-монахиMyiopsitta
- Попугай-монах Myiopsitta monachus
- Myiopsitta luchsi

### РодРакетохвостые попугаиPrioniturus
- Ракетохвостый попугай буруйский Prioniturus mada
- Ракетохвостый попугай горный Prioniturus montanus
- Ракетохвостый попугай желтошейный Prioniturus platurus
- Ракетохвостый попугай красношапочный Prioniturus flavicans
- Лусонский ракетохвостый попугай Prioniturus luconensis
- Prioniturus waterstradti
- Ракетохвостый попугай синеголовый Prioniturus platenae
- Ракетохвостый попугай синекрылый Prioniturus verticalis
- Ракетохвостый попугай синешапочный Prioniturus discurus

### РодРогатые попугаиEunymphicus
- Рогатый попугай Eunymphicus cornutus
  - Eunymphicus (cornutus) uvaeensis — иногда выделяют в отдельный вид

### РодРодригесские попугаиNecropsittacus
- † Родригесский попугай Necropsittacus rodericanus

### РодРозеллыPlatycercus
- Розелла бледноголовая Platycercus adscitus
- Розелла желтощёкая Platycercus icterotis
- Розелла зелёная Platycercus caledonicus
- Розелла красная Platycercus elegans
- Розелла пёстрая Platycercus eximius
- Розелла черноголовая Platycercus venustus

### РодРозовобрюхие травяные попугайчикиNeopsephotus
Включают в род травяные попугайчики Neophema
- Травяной розовобрюхий попугайчик Neopsephotus bourkii

### РодРоскошные попугаиPolytelis
- Попугай Александрины Polytelis alexandrae
- Роскошный попугай барабандов Polytelis swainsonii
- Роскошный попугай горный Polytelis anthopeplus

### РодСинебрюхие попугаиTriclaria
- Синебрюхий попугай Triclaria malachitacea

### РодТолстоклювые попугаиBolborhynchus
- Bolborhynchus orbygnesius
- Толстоклювый попугай Катерины Bolborhynchus lineola
- Толстоклювый попугай краснолобый Bolborhynchus ferrugineifrons

### РодТонкоклювые попугаиBrotogeris
- Тирика Brotogeris tirica
- Тонкоклювый попугай желтокрылый Brotogeris chiriri
- Золотоголовый тонкоклювый попугай Brotogeris sanctithomae
- Тонкоклювый попугай канареечный Brotogeris versicolurus
- Тонкоклювый попугай краснокрылый Brotogeris chrysopterus
- Тонкоклювый попугай оранжевогорлый Brotogeris jugularis
- Тонкоклювый попугай серощёкий Brotogeris pyrrhopterus
- Синекрылый тонкоклювый попугай Brotogeris cyanoptera

### РодТравяные попугайчикиNeophema
- Травяной попугайчик златобрюхий Neophema chrysogaster
- Травяной попугайчик красногрудый Neophema splendida
- Травяной попугайчик лазурный Neophema pulchella
- Травяной розовобрюхий попугайчик Neophema bourkii
- Травяной попугайчик синекрылый Neophema chrysostoma
- Травяной попугайчик скальный Neophema petrophila
- Травяной попугайчик элегантный Neophema elegans

### РодТупохвостые попугаиPsittacus
- Жако Psittacus erithacus
- Psittacus timneh

### РодУкрашенные попугаиPionopsitta
- Украшенный попугай краснолобый[англ.] Pionopsitta pileata

### РодФиговые попугайчикиCyclopsitta
- Фиговый попугайчик златобокий Cyclopsitta diophthalma
- Фиговый попугайчик чернощёкий[англ.] Cyclopsitta gulielmitertii

### РодФилиппинские толстоклювые попугаиBolbopsittacus
- Филиппинский толстоклювый попугай Bolbopsittacus lunulatus

### РодШирококлювые попугаиLophopsittacus
- † Ширококлювый попугай Lophopsittacus mauritianus

### РодAlipiopsitta
- Амазон желтолицый Alipiopsitta xanthops

### РодEupsittula
- Аратинга ямайский Eupsittula nana
- Аратинга оранжеволобый Eupsittula canicularis
- Аратинга золотолобый Eupsittula aurea
- Аратинга коричневощёкий Eupsittula pertinax
- Аратинга кактусовый Eupsittula cactorum

### РодPsilopsiagon
- Толстоклювый попугай бурошапочный Psilopsiagon aymara
- Толстоклювый попугай желтолобый Psilopsiagon aurifrons

### РодPyrilia
- Украшенный попугай златоголовый[англ.] Pyrilia pyrilia
- Украшенный попугай златощёкий[англ.] Pyrilia barrabandi
- Украшенный попугай красноухий[англ.] Pyrilia haematotis
- Украшенный попугай розовощёкий[англ.] Pyrilia pulchra
- Черноголовый украшенный попугай Pyrilia caica
- Pyrilia aurantiocephala[англ.]
- Pyrilia vulturina[англ.]

### РодRhynchopsitta
- Rhynchopsitta pachyrhyncha
- Rhynchopsitta terrisi

### РодThectocercus
- Thectocercus acuticaudatus